# Cristiano Ronaldo
Cristiano Ronaldo dos Santos Aveiro, meglio noto come Cristiano Ronaldo (pronuncia portoghese [kɾɨʃˈtjɐnu ʁuˈnaɫdu]; Funchal, 5 febbraio 1985), è un calciatore portoghese, attaccante dell'Al-Nassr e della nazionale portoghese, di cui è capitano e con cui è diventato campione d'Europa nel 2016 e ha vinto la UEFA Nations League 2018-2019 e 2024-2025.
Soprannominato CR7 per via del numero di maglia che lo ha contraddistinto per gran parte della sua carriera, è ritenuto uno dei migliori calciatori di tutti i tempi. È inoltre il marcatore più prolifico nella storia del calcio, nonché il detentore dei primati di presenze e di reti con una nazionale di calcio. Rientra nella ristretta cerchia dei calciatori con almeno 1000 presenze in carriera, nella quale è il giocatore di movimento con il maggior numero di apparizioni.
Nel corso della sua carriera ha indossato le maglie di Sporting Lisbona, Manchester United, Real Madrid, Juventus e Al-Nassr, vincendo a livello internazionale cinque UEFA Champions League, due Supercoppe UEFA, quattro Coppe del mondo per club FIFA e una Coppa dei Campioni araba. Detiene il primato di presenze, di reti e di assist nella UEFA Champions League e nelle competizioni UEFA per club.
Con la nazionale portoghese, di cui è primatista di presenze e di reti, ha preso parte a cinque edizioni del campionato mondiale, a sei edizioni del campionato europeo (record), vincendo quello del 2016 e arrivando al secondo posto nel 2004 e al terzo posto nel 2012, a un'edizione della FIFA Confederations Cup (2017), classificandosi al terzo posto, e a due fasi finali della UEFA Nations League (2018-2019 e 2024-2025), vincendola entrambe le volte. Detiene il record di presenze, di reti e di assist nel campionato europeo, ed è l'unico calciatore sceso in campo in sei edizioni e andato a segno in cinque (nel 2012 e nel 2020 ha ottenuto anche il titolo di capocannoniere). È inoltre l'unico calciatore andato a segno in cinque edizioni del campionato mondiale.
È comparso ininterrottamente nella classifica del Pallone d'oro dal 2004 al 2022, vincendolo per cinque volte, e ha ottenuto quattro Scarpe d'oro. Per cinque volte si è aggiudicato anche il premio come miglior giocatore al mondo FIFA e per quattro volte quello come miglior giocatore UEFA. È stato inoltre premiato cinque volte come miglior marcatore internazionale dell'anno IFFHS. La stessa IFFHS lo ha eletto miglior marcatore del mondo del decennio 2011-2020. La rivista inglese World Soccer lo ha eletto per cinque anni World Player of The Year.
Vincitore di numerosi premi accessori, dal 2007 al 2020 ha fatto sempre parte del FIFA FIFPro World XI. È stato inoltre inserito nove volte nella squadra dell'anno ESM, in 15 occasioni nella squadra dell'anno UEFA, in 11 in quella del quotidiano francese L'Équipe e in cinque in quella dell'IFFHS. La rivista francese France Football lo ha inserito nella "squadra ideale degli anni 2010" e nel 2020 lo ha collocato nel Dream Team del Pallone d'oro come migliore ala sinistra della storia del calcio. Nel 2009 il Sun e Sports Illustrated lo hanno inserito nella loro "squadra ideale del decennio 2000-2009", mentre l'IFFHS lo ha collocato nella "squadra del decennio 2011-2020". È stato inoltre inserito per tre volte nell'All Star Team del campionato europeo.

Firma di Cristiano Ronaldo

## Biografia

### Origini e infanzia

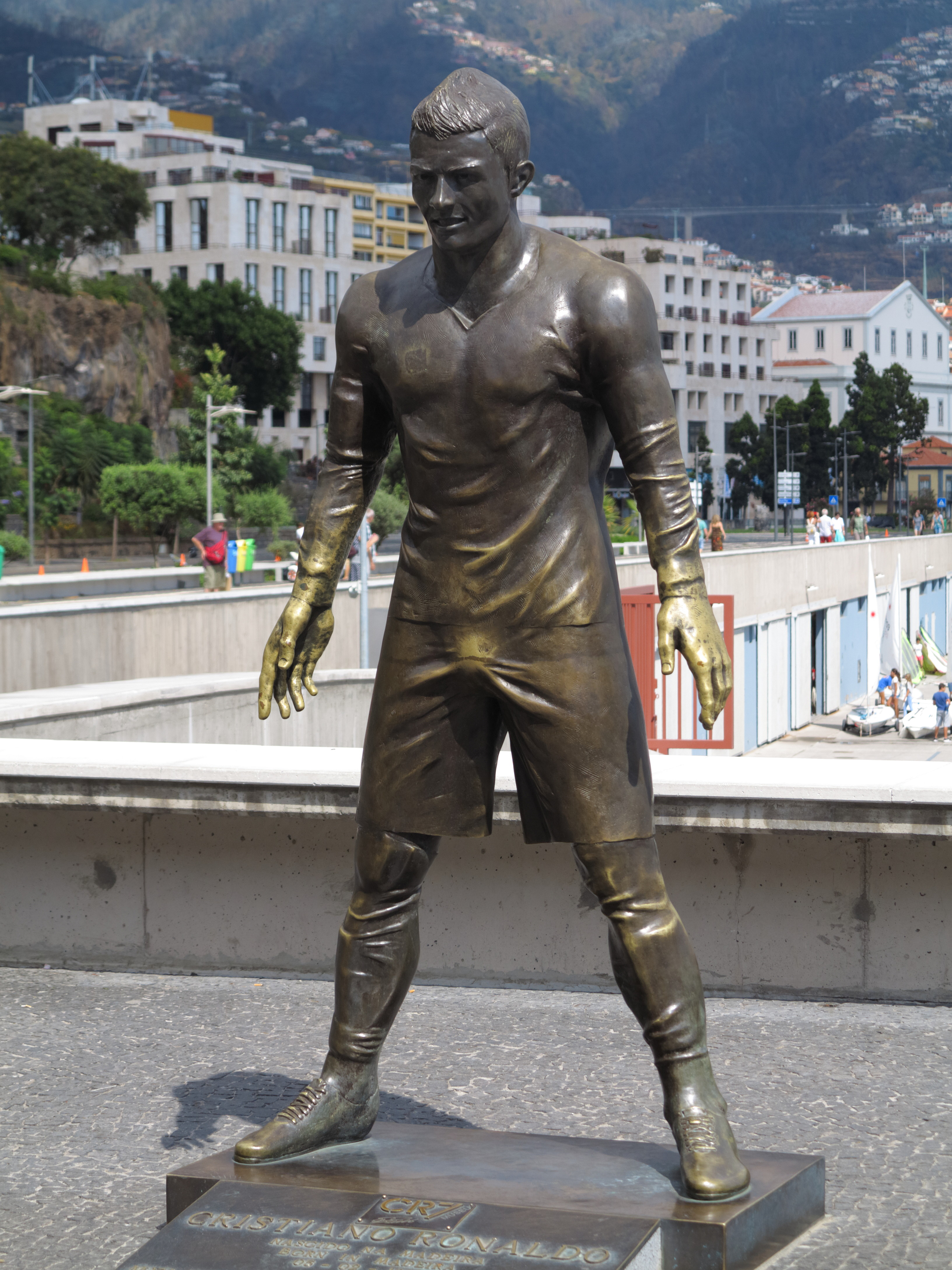
La scultura di bronzo realizzata da Ricardo Velosa per il Museu CR7 di Funchal

È nato nel 1985 a Funchal da Maria Dolores Dos Santos, una cuoca, e José Dinis Aveiro, un giardiniere municipale di origini capoverdiane (la nonna era originaria di São Vicente), in un momento nel quale la famiglia versava in una condizione di grave disagio economico a causa dei problemi di alcolismo del padre (che lo portarono alla morte nel 2005), con la madre inizialmente decisa ad abortire.
Il nome Cristiano è dovuto alla fede cristiana della madre, mentre il secondo nome, Ronaldo, fu scelto in onore di Ronald Reagan, attore preferito del padre e presidente degli Stati Uniti a quell'epoca. Ha un fratello maggiore, Hugo (nato nel 1975), e due sorelle maggiori, Elma (nata nel 1974) e Liliana Cátia (nata nel 1976).
Appassionato di calcio fin dall'infanzia, all'età di 14 anni decide congiuntamente alla famiglia di lasciare i propri studi per dedicarsi allo sport. Nel mentre, un anno dopo, gli viene diagnosticata una forma di tachicardia che lo costringe, inizialmente, a smettere di perseguire il suo sogno. Ha successivamente subito un intervento con il laser per cauterizzare più vie cardiache in una sola, al fine di alterare la sua frequenza cardiaca a riposo, permettendogli di tornare in poco tempo a praticare il calcio.
A seguito della morte del padre il 7 settembre 2005, ha deciso di non bere alcolici per non seguire la sua sorte. Il corpo di Ronaldo è inoltre privo di tatuaggi poiché ha dato disponibilità come donatore di midollo osseo e dona regolarmente sangue, motivo per cui nel 2018 ha anche fatto da testimonial per l'associazione AVIS.
Nel 2007, viene diagnosticato un cancro al seno alla madre; risolto il problema, a febbraio del 2019, la madre ha annunciato alla stampa di avere di nuovo un tumore. A marzo del 2020, è stata ricoverata in terapia intensiva a seguito di un ictus da cui si è successivamente ripresa.

### Vita privata
Nel luglio 2010 ha annunciato la nascita del suo primogenito, Cristiano Jr, decidendo di non rivelare l'identità della madre e di assumere la custodia esclusiva del bambino.
È stato legato sentimentalmente dal 2010 al 2015 alla modella russa Irina Shayk.
Dal 2016 ha intrapreso una storia d'amore con l'influencer e modella argentina Georgina Rodríguez, sua attuale compagna.
L'8 giugno 2017 è diventato padre di due gemelli, un maschio (Mateo) e una femmina (Eva), nati da madre surrogata. Il 16 novembre 2017 è nata Alana Martina, prima figlia avuta da Georgina. Nell'ottobre 2021 la coppia annuncia l'arrivo di altri due gemelli. Il 18 aprile successivo, tramite il proprio profilo Instagram, comunicano tristemente la prematura morte di Angel, uno dei due gemelli, durante il parto; la sola Bella Esmeralda è venuta alla luce.

### Impatto mediatico
Sin dagli inizi della sua ascesa nel mondo del calcio, Ronaldo ha iniziato ad acquisire un enorme impatto mediatico diventando in poco tempo testimonial di varie aziende, tra cui Clear, Giorgio Armani, eCampus e Nike: il 23 febbraio 2010, in collaborazione con quest'ultima, gli è stata dedicata una statua di 10 metri raffigurante lui stesso nel centro della città di Madrid; mentre, dal 7 novembre 2012, sempre in collaborazione con la Nike viene prodotta la versione personalizzata di scarpe Nike Mercurial Vapor CR7.
Nel 2006, ha aperto a Madeira una boutique di moda, chiamata CR7 (soprannome con cui è noto, frutto dell'abbinamento delle sue iniziali col suo numero di maglia), successivamente ampliata a varie zone del mondo.
Nell'ottobre del 2013 ha lanciato la propria linea di intimo: CR7, disegnata in collaborazione con lo stilista statunitense Richard Chai, poi ampliata: nel 2014 con la produzione di camicie e scarpe, e nel 2020 con la produzione anche di occhiali. Nel settembre del 2015 ha lanciato il suo profumo: Cristiano Ronaldo Legacy, frutto di una collaborazione con Eden Parfums.
Sempre nel 2013, a Funchal, è stato aperto un museo interamente dedicato alla sua carriera e gestito dal fratello, il Museu CR7, dove vengono esposti parte dei trofei vinti. È inoltre apparso nelle copertine dei videogiochi PES 2008, PES 2012, PES 2013, FIFA 18, FIFA 19 e PES 2021, collaborando anche con le due serie di videogiochi al fine di aggiungere la sua tipica esultanza (salta roteando un braccio, atterra a gambe divaricate urlando "siù") nei rispettivi giochi oltre alla sua tecnica di controllo e il movimento; ed è apparso anche come personaggio giocabile per il videogioco battle royale Free Fire. Invece il 28 gennaio 2022 è stato svelato come "game ambassador" del videogioco calcistico UFL.
La vita e la persona di Cristiano Ronaldo sono state sempre soggetto d'interesse, questo ha fatto nascere documentari e biografie su di lui come: l'autobiografia Moments (pubblicata nel 2007), il documentario Cristiano Ronaldo - Il mondo ai suoi piedi di Benedict Cumberbatch, rilasciato tramite Vimeo a giugno 2014 ed il documentario uscito nel 2015 sulla sua vita e sulla sua carriera calcistica, prodotto dal regista inglese Anthony Wonke e intitolato Ronaldo, che è stato distribuito in tutto il mondo.
Grazie alla popolarità è riuscito a raggiungere anche una forte presenza online, diventando la persona più popolare sui social con oltre 920 milioni di follower su vari social network: Facebook (155 milioni); Instagram (660 milioni); Twitter (105 milioni). Ha inoltre pubblicato due applicazioni centrate su di lui: Heads Up with Cristiano nel 2011 e Viva Ronaldo nel 2013.
Nel 2020 è diventato, grazie ai suoi numerosi introiti, il primo calciatore nella storia a raggiungere un patrimonio di 1 miliardo di euro considerando tutte le entrate della sua carriera. Secondo la rivista Forbes, ha raggiunto ininterrottamente dal 2014 al 2023 il podio nella lista degli sportivi più pagati al mondo divenendo nel 2016 il primo calciatore a raggiungere la vetta della classifica. Sempre secondo la stessa rivista, al 2022 con un patrimonio di 100 milioni di euro risulta essere il terzo calciatore più pagato del mondo dietro ai soli Kylian Mbappé (128) e Lionel Messi (120). Con un guadagno di 800 milioni di euro nel decennio compreso tra il 2010 e il 2019, Ronaldo si è classificato secondo nella lista degli sportivi più pagati del decennio dietro al solo Floyd Mayweather Jr.. Nel 2012 e nel 2013 la rivista SportsPro l'ha classificato rispettivamente come il quinto e l'ottavo calciatore più commerciabile; mentre ESPN l'ha nominato nel 2014 miglior sportivo internazionale e dal 2016 al 2019 calciatore più famoso al mondo.

### Filantropia
Cristiano Ronaldo si è spesso distinto anche per le sue azioni fuori dal campo di gioco: nel 2004, dopo che delle riprese televisive riguardanti il terremoto e maremoto avvenuto nell'Oceano Indiano avevano mostrato le immagini di un bambino, rimasto orfano, con addosso una maglia della nazionale portoghese, Ronaldo ha deciso di visitare la città di Aceh, al fine di raccogliere fondi per la ricostruzione della città. Nel 2008, dopo aver ricevuto un risarcimento da parte del quotidiano The Sun, nell'ambito di una causa legale vinta per accusa di diffamazioni da parte della rivista, il calciatore ha deciso di donare i soldi ricevuti ad un ente di beneficenza di Madera, donando poi ulteriori 100 000 sterline nel 2009 all'ospedale che ha salvato la madre dal cancro, per costruire un centro oncologico sull'isola. Vicino alla causa palestinese, nel 2012 ha venduto all'asta la Scarpa d'oro ottenuta l'anno precedente, destinando il ricavato — un milione e mezzo di euro — al finanziamento di scuole per i bambini di Gaza; sempre nel 2012, ha dapprima pagato cure specialistiche per un bambino di 9 anni affetto da un cancro apparentemente terminale, mentre nel dicembre ha aderito al programma 11 for Health della FIFA per sensibilizzare i ragazzi su come evitare condizioni come la tossicodipendenza, l'HIV, la malaria e l'obesità. Nel febbraio 2013, poco prima di una partita di UEFA Champions League tra Real Madrid e Manchester Utd, ha consegnato un assegno di 100 000 euro ricevuto dalla UEFA al programma di riabilitazione del Comitato Internazionale della Croce Rossa in Afghanistan; mentre nel marzo 2014 ha donato a una famiglia spagnola 70 000 euro, ricevuti dopo aver messo all'asta una sua maglia e degli scarpini, per finanziare completamente le cure di un bambino di appena 10 mesi affetto da una malattia al cervello. Nel 2015 viene nominato sportivo più caritatevole, dopo aver donato più di 6 000 880 di euro per avviare i soccorsi dopo il terremoto del Nepal del 25 aprile 2015.
Il 24 marzo 2020, durante la pandemia di COVID-19 decide, assieme al suo agente Jorge Mendes, di donare 1 000 000 di euro agli ospedali di Lisbona e Porto, per la creazione di 35 nuove postazioni per la terapia intensiva; mentre pochi giorni dopo, il 28 marzo, dona cinque ventilatori polmonari agli stessi ospedali succitati. Sempre durante la pandemia, il 15 luglio 2020, decide di donare una sua maglia autografata, e altri gadget, a ogni componente dell'équipe medica cubana Henry Reeve, precedentemente giunta in Italia per prestare servizio prima in un ospedale da campo a Crema, e poi in altre strutture della Lombardia e del Piemonte.
Nel novembre 2021 ha devoluto due maglie, indossate durante delle gare contro Tottenham e Manchester City e dal valore complessivo di 49 000 sterline, tramite un'asta di beneficenza per la Royal British Legion. Nel 2023, invece, nel contesto del terremoto avvenuto in Turchia e in Siria, ha inviato un aereo pieno di beni di prima necessità per i sopravvissuti all'evento sismico.

### Controversie e questioni legali
Nel luglio 2017, Ronaldo è stato accusato di aver evaso fraudolentemente quasi 15 000 000 di euro relative al periodo 2011-14; il 15 giugno si è riconosciuto colpevole dei quattro reati fiscali, relativi a quel periodo, di fronte al Consiglio di Stato spagnolo, ottenendo una condanna di due anni (sospesa grazie alla condizionale) e una multa di 18,8 milioni di euro.
Il 26 luglio successivo è arrivato il visto dell'Agenzia tributaria che ha reso ufficiale l'accordo tra il calciatore e il fisco spagnolo.
Nell'aprile 2017, è stato riferito che Ronaldo era indagato per un'accusa di stupro da parte del dipartimento di polizia di Las Vegas.
Nell'ottobre 2018, la polizia di Las Vegas ha ufficializzato di aver riaperto l'indagine del presunto caso di violenza sessuale denunciato da una donna statunitense, Kathryn Mayorga, e risalente al 2009, affermando, tramite documenti, che Ronaldo in quel periodo abbia dato ad una donna una cifra corrispondente a 35 000 di dollari in un accordo di non divulgazione. Dopo varie dichiarazioni da parte dello stesso Ronaldo ed i suoi avvocati nella quale hanno negato tutte le accuse definendole come una «campagna di diffamazione intenzionale» con parti significativamente «alterate e/o completamente fabbricate». I pubblici ministeri di Las Vegas hanno affermato che non avrebbero accusato Ronaldo per accuse di stupro, aggiungendo che, «sulla base di una revisione delle informazioni in questo momento, le accuse di violenza sessuale contro Cristiano Ronaldo non possono essere provate oltre ogni ragionevole dubbio».
Il 12 aprile 2022, a seguito di un episodio avvenuto dopo la fine della partita di Premier League tra Manchester United ed Everton in cui ha colpito con uno schiaffo il telefono di un tifoso avversario, Save the Children ha deciso di revocare la sua nomina di ambasciatore.

## Caratteristiche tecniche

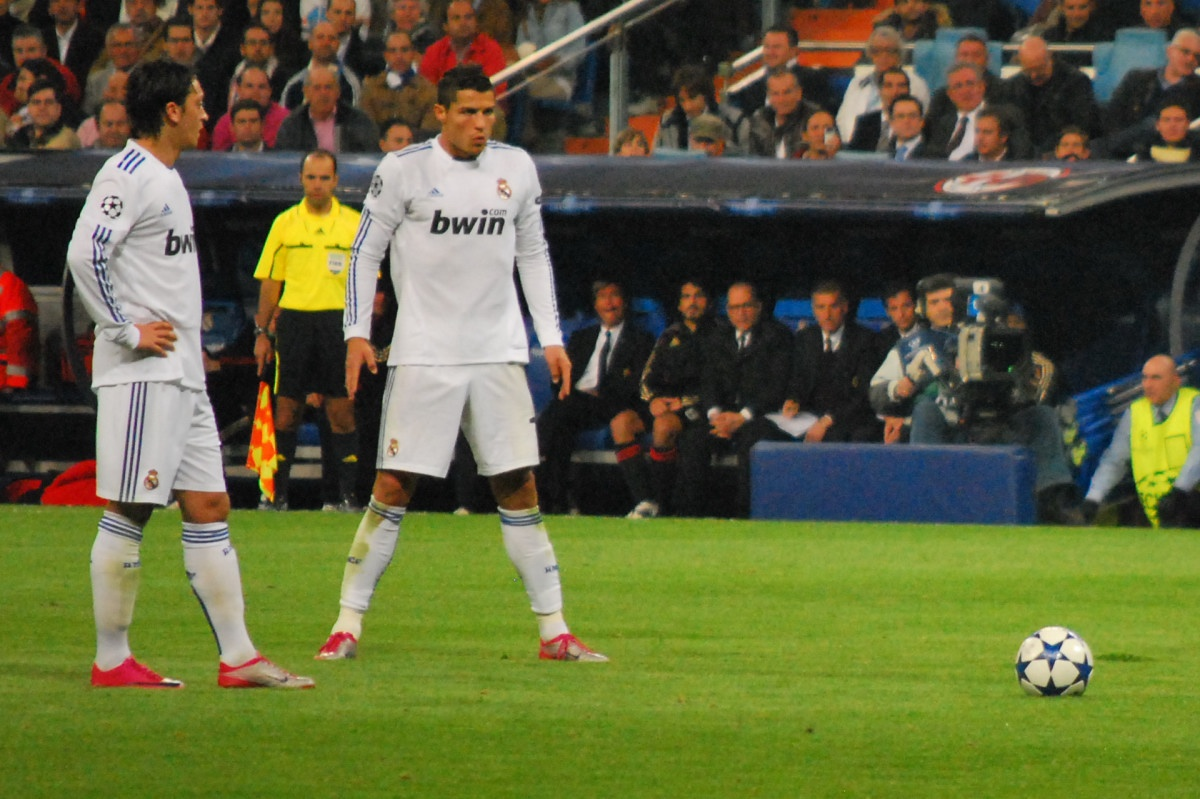
Ronaldo si prepara a tirare un calcio di punizione con la camiseta blanca nel 2010

È dotato di grande velocità palla al piede (è uno dei giocatori più veloci al mondo, con una velocità massima di 33,6 km/h). Dotato di una grande tecnica individuale, nel suo bagaglio tecnico rientrano varie finte, tra cui dribbling, doppi passi, rapidi cambi di direzione e la cosiddetta rabona. Destro naturale, è in grado di calciare con entrambi i piedi. Giocatore polivalente, capace di giocare su entrambe le fasce o anche al centro, si definisce un'ala, ma può ricoprire anche il ruolo di centravanti grazie alle sue capacità di accentrarsi e di effettuare inserimenti in area dalla fascia sinistra. È spesso autore di cross dalla fascia, ma ha anche uno spiccato senso del gol e sa segnare sia di piede sia di testa, anche con tiri potenti da fuori area. Dotato di tempismo, forza fisica, un ottimo senso della posizione e di uno stacco notevole, eccelle nel gioco aereo. Nel novero delle sue abilità rientrano infine i calci piazzati: è un ottimo rigorista e tiratore di punizioni.

## Carriera

### Club

#### Sporting Lisbona

##### 2002-2003: Gli esordi

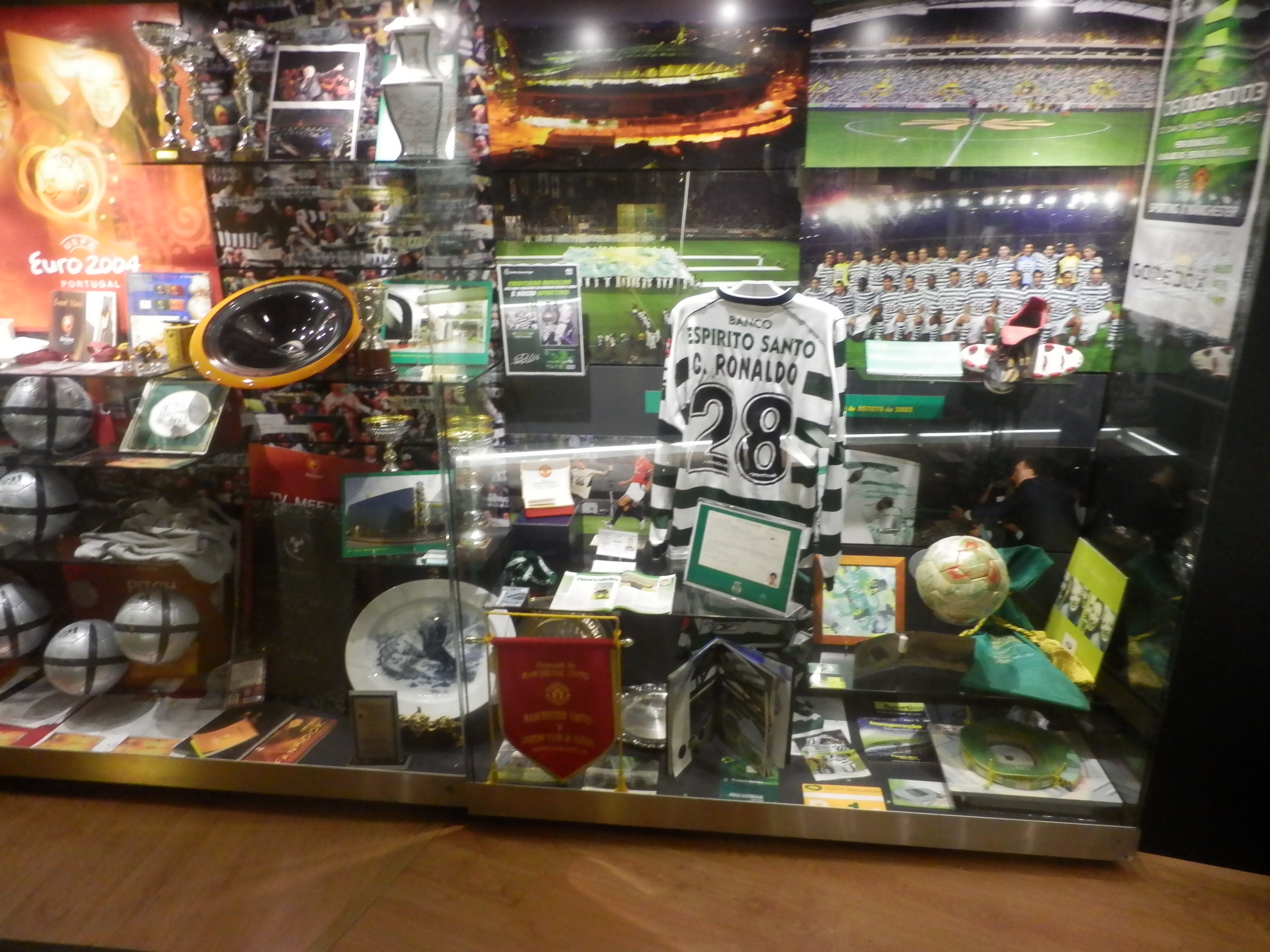
Maglie e oggetti di Ronaldo al Museo Mundo Sporting

Inizia a giocare a calcio nell'Andorinha all'età di 7 anni. Nel 1995 si trasferisce al Nacional, che ne rileva le prestazioni in cambio di due mute di divise nuove. A 12 anni, approda allo Sporting Lisbona, che lo aggrega al proprio settore giovanile.
L'esordio in Primeira Liga arriva il 29 settembre 2002 nella sconfitta contro il Braga (4-2); i primi due gol invece arrivano il 7 ottobre seguente nella vittoria contro il Moreirense (3-0).
L'esordio nella massima competizione continentale arriva durante una gara contro l'Inter, valevole per il terzo turno preliminare della Champions League 2002-2003. Nella sua prima stagione allo Sporting Clube de Portugal colleziona 25 presenze in campionato, di cui 11 da titolare, vincendo la Supercoppa portoghese 2002, pur non giocando la partita.

#### Manchester United

##### 2003-2006: Adattamento e primi trofei

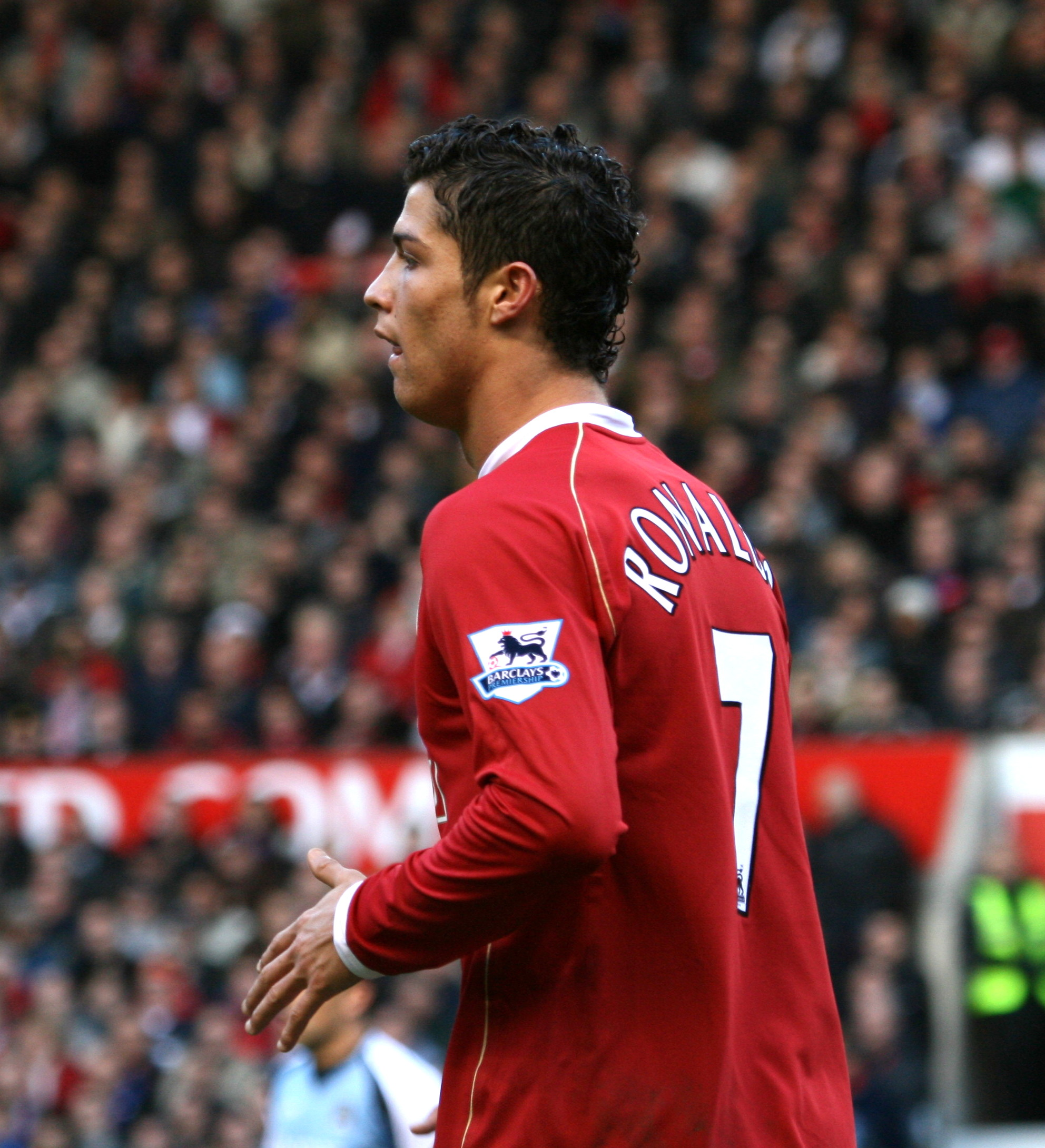
Ronaldo durante una sfida di Premier League 2006-2007

Il 13 agosto 2003 Cristiano Ronaldo si trasferisce al Manchester Utd per 12,24 milioni di sterline, diventando così l'adolescente più costoso nella storia del calcio inglese. Oltre a ciò diventa anche il primo giocatore portoghese dei Red Devils. Chiede di vestire la maglia numero 28 (come allo Sporting), per evitare pressioni ed eventuali paragoni nel caso scegliesse la numero 7, storicamente amata dai tifosi del Manchester, essendo stata in passato di campioni come George Best, Bryan Robson, Éric Cantona e, fino alla stagione precedente, David Beckham: viene tuttavia convinto da Alex Ferguson ad indossare proprio il 7.
Esordisce con i Red Devils il 16 agosto 2003 contro il Bolton, subentrando al 60' al posto di Nicky Butt. Il 1º ottobre debutta in UEFA Champions League nella gara della fase a gironi contro lo Stoccarda, mentre segna la sua prima marcatura per il Manchester con un calcio di punizione, nella vittoria per 3-0 ai danni del Portsmouth il successivo 1º novembre.
Il 29 ottobre 2004 segna la rete numero 1000 dello United in Premier League nell'ampia sconfitta 4-1 contro il Middlesbrough. Poche settimane dopo, estende il proprio contratto con il club per due anni fino al 2010. Conclude la seconda stagione raggiungendo la finale di FA Cup 2004-2005 contro l'Arsenal, poi persa ai calci di rigore per 5-4.
La stagione seguente vince il secondo trofeo con i Red Devils la coppa di lega contro il Wigan; tuttavia la stagione è segnata da diversi "incidenti": nel novembre 2005 viene squalificato per una giornata per aver mostrato il dito medio ai tifosi del Benfica durante una gara di Champions League; mentre il 15 gennaio 2006 è stato espulso nel corso del derby di Manchester (sconfitta per 3-1) per aver preso a calci il calciatore dei citizens Andy Cole. Durante la stagione Ronaldo si è anche scontrato con dei compagni di squadra, l'attaccante Ruud van Nistelrooy e, a seguito di un incidente durante la coppa del mondo in Germania, con Wayne Rooney portando lo stesso Ronaldo a chiedere pubblicamente un trasferimento poi rifiutato dal club.

##### 2007-2009: Successi collettivi ed individuali
La quarta stagione in Inghilterra, nonostante gli accesi divari con la tifoseria a causa degli scontri con Rooney, segna una svolta nella sua carriera con Ronaldo che riesce per la prima volta a infrangere la barriera dei 20 gol in campionato contribuendo alla vittoria finale dello United, a distanza di cinque anni dall'ultima volta. Tra queste rete figurano le tre doppiette consecutive contro Aston Villa, Wigan e Reading che hanno contribuito al raggiungimento della testa della classifica già a partire dal mese di dicembre 2006 e della vittoria del FA Premier League Player of the Month di novembre e dicembre per Ronaldo.
Nell'aprile 2007 in occasione della gara dei quarti di finale di Champions League vinta contro la Roma per 7-1, segna i suoi primi due gol nella massima competizione europea. Ripete l'exploit durante la gara d'andata delle semifinali contro il Milan (vittoria per 3-2), ininfluente in vista della gara di ritorno poi persa per 3-0.

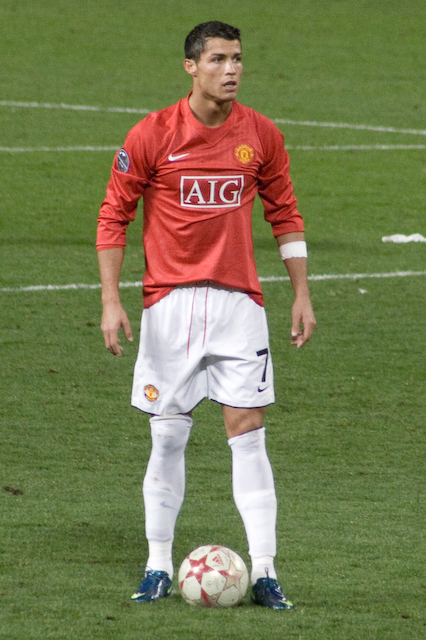
Cristiano Ronaldo durante una gara di UEFA Champions League contro il nel 2008

Il 5 maggio successivo segna la cinquantesima rete con la maglia dei Red Devils in occasione del derby contro il Manchester City; mentre qualche settimana dopo, il 19 maggio, disputa la finale di FA Cup contro il Chelsea, persa 1-0.
A fine stagione come risultato delle sue prestazioni vince il premi di calciatore dell'anno PFA, calciatore dell'anno PFA per i tifosi, giovane dell'anno PFA e di calciatore dell'anno FWA, diventando il primo calciatore a vincere tutti e quattro i maggiori premi FWA e PFA. Inoltre si piazza al secondo posto, dietro Kaká, nella classifica del Pallone d'oro 2007 e al terzo posto nella classifica per il FIFA World Player of the Year 2007.
La stagione seguente, il 12 gennaio 2008, mette a segno la prima tripletta per lo United nell'ampia vittoria casalinga per 6-0 contro il Newcastle Utd; mentre il 19 marzo 2008 - con la doppietta segnata ai danni del Bolton - supera George Best, che nella stagione 1967-1968 aveva messo a segno 33 gol tra coppe e campionato, inoltre in occasione della stessa partita indossa per la prima volta la fascia da capitano. Il 21 maggio contribuisce alla conquista della UEFA Champions League 2007-2008 da parte del Manchester, realizzando il gol del momentaneo 1-0 contro il Chelsea. La partita si deciderà ai tiri di rigore, che vedranno i Red Devils prevalere per 6-5, nonostante un errore dello stesso Ronaldo. Chiude la stagione con 42 centri in 49 partite disputate.
A fine stagione conquista il titolo di capocannoniere - con 31 gol in 34 partite - della Premier League (che gli consentono di vincere la Scarpa d'oro e, per il secondo anno consecutivo, il giocatore dell'anno PFA ed FWA) e della Champions League, con 8 gol in 11 partite, contribuendo in maniera decisiva alla conquista dell'accoppiata titolo inglese-Champions League da parte dei Red Devils.
In vista della stagione 2008-2009, il 7 luglio, subisce un intervento chirurgico alla caviglia, che lo tiene fuori dal campo per 10 settimane. Dopo il suo ritorno, ha segnato il suo centesimo gol in tutte le competizioni con lo United con una doppietta su calcio di punizione nella gara contro lo Stoke City del 15 novembre (vittoria per 5-0).
Il 21 dicembre vince con la propria squadra la Coppa del mondo per club FIFA 2008: durante la finale effettua l'assist decisivo per la rete della vittoria contro il LDU Quito. Nello stesso mese vince il Pallone d'oro 2008 e il FIFA World Player of the Year 2008, diventando il primo giocatore dello United a vincere il Pallone d'oro dalla vittoria di Best nel 1968.
A marzo 2009 vince la seconda Football League Cup contro il Tottenham; mentre a fine stagione disputa per la seconda volta una finale della Champions League, questa volta contro il Barcellona perdendo per 2-0.
Termina l'avventura con la maglia dello United segnando 118 gol in 292 partite e vincendo in totale nove trofei.

#### Real Madrid

##### 2009-2013: Primi successi con Mourinho

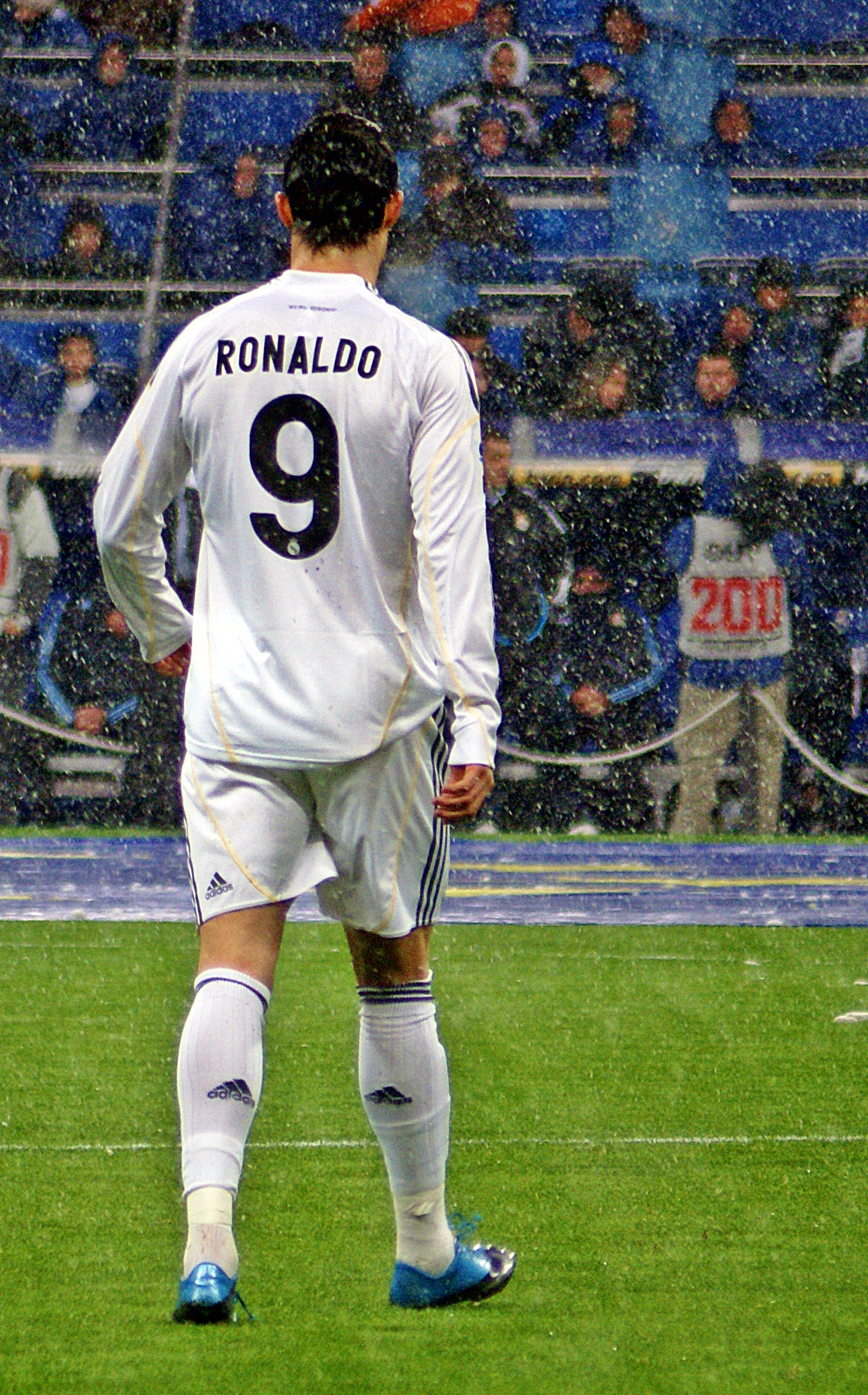
Ronaldo con la maglia numero nove nella stagione 2009-2010

L'11 giugno 2009 il Manchester United annuncia di aver accettato l'offerta di 80 milioni di sterline (circa € 94 milioni) da parte del Real Madrid e autorizza quindi il club a trattare col giocatore. Quindici giorni dopo il club madrileno annuncia di aver ufficialmente siglato l'accordo con il Manchester United per il trasferimento di Cristiano Ronaldo in Spagna a partire dal 1º luglio. Per lui il club ha fissato una clausola rescissoria di 1 miliardo di euro, una somma che non ha eguali nella storia del calcio. La sua presentazione ufficiale, il 6 luglio allo Stadio Santiago Bernabéu, è seguita da 80 000 tifosi.
Presa la maglia numero 9, esordisce nella Liga il 29 agosto 2009 nell'anticipo della prima giornata, Real Madrid-Deportivo La Coruña (3-2), e segna il suo primo gol con la nuova maglia su calcio di rigore. Conclude la stagione con 35 presenze e 33 reti. In seguito all'addio al club di Raúl sceglie di indossare la maglia numero 7.
Il 20 aprile 2011 il Real si aggiudica la Coppa del Re, superando in finale il Barcellona per 1-0 grazie a una rete di Ronaldo nei supplementari. È il primo giocatore del Real Madrid a superare, con 51 gol, il record di 47 gol stagionali di Ferenc Puskás del 1959-1960. Chiude il campionato con 40 gol e il titolo di Pichichi.
Il 4 novembre riceve per la seconda volta la Scarpa d'oro (precedentemente aveva ottenuto il riconoscimento nel 2008) come miglior cannoniere europeo della passata stagione. Ronaldo con 40 gol e 80 punti complessivi, precede Lionel Messi e Antonio Di Natale. Il 2 maggio 2012 conquista il suo primo campionato spagnolo, nella partita vinta contro l'Athletic Bilbao per 3-0.
Il 29 agosto 2012 vince la Supercoppa di Spagna. Il 13 gennaio 2014 vince il suo secondo Pallone d'oro in carriera, primo Pallone d'oro FIFA per il portoghese.

##### 2013-2015: Gli anni di Ancelotti

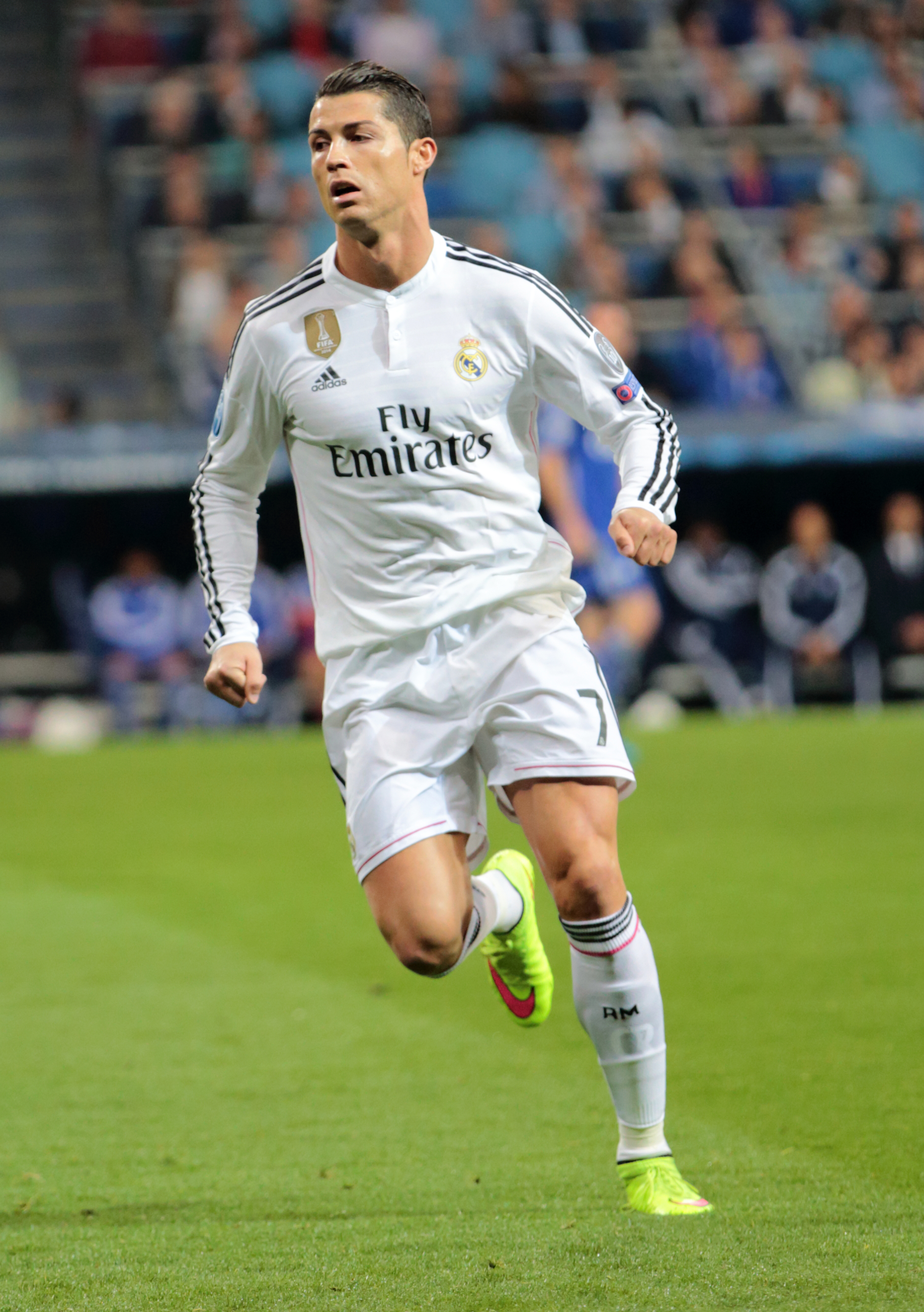
Ronaldo durante la partita di Champions League 2014-2015 contro lo

Il 24 maggio 2014 il Real si impone 4-1 in finale di Champions contro l'Atlético Madrid, vincendo la decima Coppa dei Campioni della sua storia. Ronaldo sigla la quarta rete, diventando il secondo giocatore nella storia del calcio a segnare in due finali con due squadre diverse (il primo a riuscirci è stato il difensore jugoslavo Velibor Vasović).
Apre la sua sesta stagione con la maglia del Real Madrid marcando una doppietta in Supercoppa UEFA, che permette alla sua squadra di vincere il titolo per la seconda volta nella sua storia, con il risultato di 2-0, contro il Siviglia. Il 13 settembre seguente, realizza il suo 14º gol ai danni dell'Atletico Madrid, divenendo il miglior marcatore nella storia di tale derby.
Il 12 gennaio 2015, grazie al 37,66% di voti a favore, conquista il personale terzo Pallone d'oro in carriera, secondo consecutivo da quando ha assunto la denominazione di Pallone d'oro FIFA.
Il 10 marzo è autore di due marcature nella sconfitta per 3-4 incassata dallo Schalke 04 in Champions League, che gli permettono di superare Raúl e di diventare, con 78 reti all'attivo, il miglior marcatore delle competizioni UEFA per club. Il 5 aprile seguente, nella storica vittoria per 9-1 sul Granada, è autore di cinque marcature (settimo giocatore nella storia del Real Madrid a esserci riuscito) che gli permettono di raggiungere per la prima volta in carriera tale traguardo.
Il 23 maggio 2015 vince per la terza volta in carriera il trofeo Pichichi. Il 6 giugno 2015, con la conclusione della 60ª edizione della Champions League, vince, a pari merito con i blaugrana Neymar e Lionel Messi con un totale di 10 reti, il titolo di capocannoniere della suddetta competizione per la 4ª volta in carriera.

##### 2015-2018: L'era Zidane

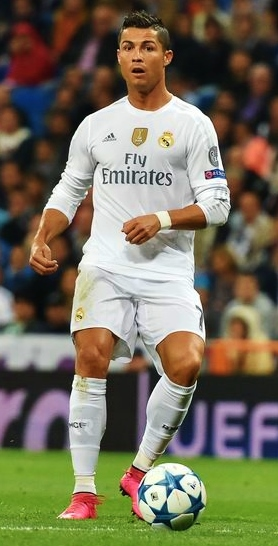
Ronaldo impegnato nella Champions League 2015-2016 contro lo

Durante la stagione 2015-2016 infrange due primati di Raúl: diventa infatti il miglior marcatore nella storia del Real Madrid, dapprima in campionato, superando le 229 reti dello spagnolo grazie a una cinquina contro l'Espanyol, e poi in assoluto, toccando — un mese dopo — quota 324 centri in gare ufficiali con la maglia del club madrileno. Il 5 marzo 2016 tocca quota 252 reti nella Liga, sorpassando Telmo Zarra al secondo posto nella classifica dei marcatori di tutti i tempi del campionato spagnolo.
Il 28 maggio 2016 realizza l'ultimo rigore che consente al Real Madrid di vincere la propria undicesima Champions League contro i cugini dell'Atlético (1-1 ai supplementari): per il portoghese si tratta del terzo successo nella competizione, il secondo in tre anni con i Blancos. Inoltre, con 16 gol in 12 incontri di Champions, Cristiano Ronaldo ottiene il suo quinto titolo di capocannoniere della massima competizione continentale, eguagliando Messi. Termina la stagione con un altro record: è l'unico calciatore nella storia a esser andato a segno per più di 50 volte in competizioni ufficiali in sei stagioni consecutive (in questa stagione 36 presenze e 35 gol in campionato e 12 presenze e 16 gol in Champions League).
Il 12 dicembre 2016 è premiato da France Football con il secondo Pallone d'oro della carriera, il quarto contando anche i Palloni d'oro FIFA, mentre il 9 gennaio 2017, nell'ambito dei The Best FIFA Football Awards 2016, riceve per la prima volta il The Best FIFA Men's Player (erede del FIFA World Player of the Year). Nel corso della stagione si aggiudica la Coppa del mondo per club (segnando una tripletta in finale), la Liga (con 24 gol a referto) e la UEFA Champions League in finale contro la Juventus (contro cui segna una doppietta). Vince il titolo di capocannoniere del massimo torneo europeo per club per la quinta stagione consecutiva (sesta nella sua carriera), con 12 gol, e diventa il primo giocatore capace di segnare in tre finali di UEFA Champions League (considerando anche la Coppa dei Campioni, solo Alfredo Di Stéfano riuscì a fare meglio, andando a segno in cinque finali), nonché il primatista di reti (10) nella fase a eliminazione diretta di una singola edizione della Champions (primato eguagliato da Karim Benzema nel 2021-2022).
Inizia la stagione 2017-2018 vincendo la Supercoppa UEFA, contro il Manchester United (2-1). Gioca anche l'andata della Supercoppa di Spagna contro il Barcellona al Camp Nou; nell'occasione, segna il gol del 2-1 ma viene espulso per doppia ammonizione, reagendo con una spinta ai danni dell'arbitro: il gesto gli costa cinque giornate di squalifica. Nonostante un avvio di stagione difficile in campionato, stabilisce un nuovo record in Champions League, andando a segno in tutte e sei le giornate della fase a gironi. Il 7 dicembre 2017 si aggiudica il Pallone d'oro per la quinta volta in carriera, raggiungendo in testa all'albo d'oro Lionel Messi; il riconoscimento di France Football segue il The Best FIFA Men's Player conferitogli dalla FIFA il 23 ottobre precedente. A dicembre vince la sua quarta Coppa del mondo per club (record a pari merito con Toni Kroos); Ronaldo segna un gol in semifinale con l'Al-Jazira (2-1) e uno finale con il Grêmio, divenendo al contempo il miglior marcatore di sempre della competizione con 7 reti.
Il 3 aprile 2018, realizzando due gol nella gara d'andata dei quarti di finale di Champions League contro la Juventus, di cui il secondo con una pregevole rovesciata, diventa il primo giocatore nella storia della competizione a segnare per dieci partite consecutive. Va a segno anche al ritorno prima di interrompere la sua striscia nella gara d'andata delle semifinali contro il Bayern Monaco. Il 26 maggio, battendo il Liverpool per 3-1, si aggiudica per la quarta volta (la terza consecutiva) la Champions League con il Real Madrid, per la quinta volta a livello personale contando anche il successo ottenuto nel 2007-2008 con il Manchester United. Il portoghese stabilisce quindi il nuovo primato individuale di vittorie nella competizione nell'era della UEFA Champions League.

#### Juventus

##### 2018-2019: Serie A e Supercoppa italiana
Il 10 luglio 2018 è annunciato il suo trasferimento a titolo definitivo alla Juventus a fronte di un corrispettivo pari a 100 milioni di euro (più altri 12 di oneri accessori), che ne fanno il trasferimento più oneroso della storia della Serie A. Esordisce in campionato il 18 agosto seguente nella partita vinta contro il Chievo (2-3) e realizza le prime marcature alla quarta giornata ai danni del Sassuolo, siglando entrambi i gol juventini (2-1). Il 19 settembre 2018 esordisce in Champions League in bianconero contro il Valencia al Mestalla (0-2): la sua partita dura appena mezz'ora, in quanto l'arbitro gli commina la prima espulsione in 158 presenze in Champions. Il 7 novembre segna il primo gol con i bianconeri nella massima competizione europea contro il Manchester Utd, che poi vincerà in rimonta per 2-1: tale rete verrà poi eletta la migliore dell'edizione. Il 27 novembre, nella partita vinta per 1-0 in casa contro il Valencia, diviene il primo calciatore a toccare quota 100 partite vinte in Champions League.
Il 16 gennaio 2019 la sua rete a Gedda risulta decisiva per la vittoria della Supercoppa italiana contro il Milan, primo trofeo vinto da Ronaldo con la maglia bianconera. Il 12 marzo 2019 sigla la sua prima tripletta bianconera, che vale peraltro la qualificazione dei torinesi ai quarti di finale di Champions League, a scapito dell'Atlético Madrid; la Juventus verrà poi eliminata ai quarti dall'Ajax. Il 20 aprile 2019, grazie alla vittoria casalinga sulla Fiorentina per 2-1, conquista con cinque giornate di anticipo il suo primo campionato italiano. Il 27 aprile, durante la partita contro l'Inter valevole per la trentaquattresima giornata di campionato, sigla il gol numero 600 in carriera con squadre di club. Chiude la prima stagione in Italia con 28 gol e 10 assist tra tutte le competizioni.

##### 2019-2020: Secondo scudetto

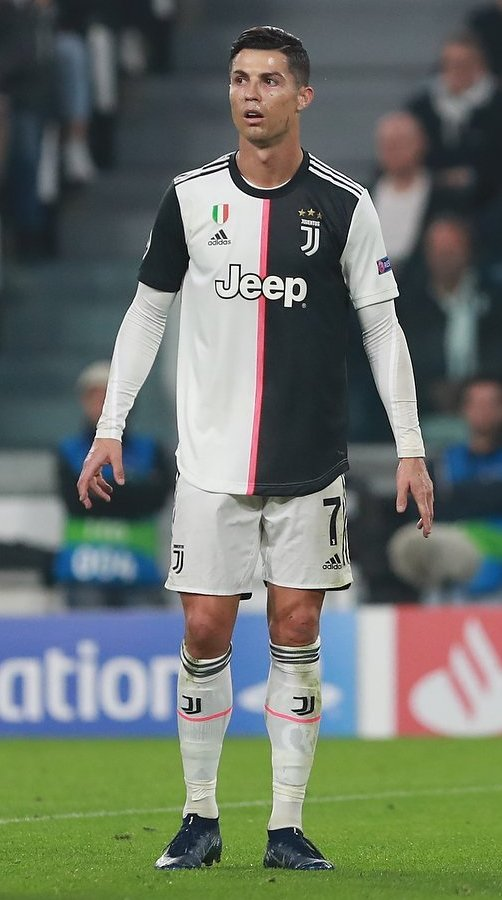
Ronaldo con la maglia della nel 2019

Il 1º ottobre 2019, durante la gara contro il Bayer Leverkusen, segna per la 14ª stagione consecutiva in Champions League, eguagliando il record di Raúl e Lionel Messi; supera inoltre Iker Casillas per vittorie nella competizione europea ed eguaglia Raúl per gol contro avversari diversi (33). Il 6 novembre seguente nella vittoria ai danni del Lokomotiv Mosca eguaglia al secondo posto Paolo Maldini per numero di presenze in Champions League (167).
Dopo un inizio difficile, a partire da dicembre inizia a segnare in più occasioni, tanto che il 6 gennaio 2020 segna per la prima volta una tripletta in Serie A, in occasione del 4-0 casalingo al Cagliari, diventando il secondo giocatore dopo Alexis Sánchez a segnare una tripletta in Serie A, Premier League e in Liga. Il 22 gennaio realizza il suo primo gol in Coppa Italia, alla terza presenza in assoluto nella competizione, aprendo le marcature nella vittoria per 3-1 contro la Roma nell'incontro valevole per i quarti di finale. Il 22 febbraio 2020 apre le marcature nel match di campionato vinto per 2-1 in casa della SPAL, andando così a segno per 11 partite consecutive (inframmezzate da un turno di riposo): diventa quindi il terzo giocatore, dopo Gabriel Batistuta e Fabio Quagliarella, a raggiungere tale traguardo in un unico campionato di Serie A.
Il 17 giugno 2020 gioca nella finale di Coppa Italia persa contro il Napoli: per la prima volta in carriera, dunque, perde due finali consecutive (Coppa Italia e Supercoppa italiana). Cinque giorni dopo, nella partita vinta contro il Bologna segna su calcio di rigore il gol che gli permette di superare Rui Costa come calciatore portoghese più prolifico nel massimo campionato italiano. Il 4 luglio, nel corso del derby di Torino vinto per 4-1, segna il primo gol da calcio di punizione con la maglia bianconera dopo 42 tentativi falliti. Il 26 luglio, a seguito della partita con la Sampdoria, vinta per 2-0 in cui segna la prima rete del match, conquista il suo secondo scudetto italiano. Nella giornata del 7 agosto Ronaldo vede interrompersi prematuramente la corsa verso l'obiettivo di conquistare la Champions League in maglia bianconera: nella partita di ritorno degli ottavi contro l'Olympique Lione la sua doppietta, decisiva per la vittoria per 2-1 della Juventus, non è tuttavia sufficiente a ribaltare la sconfitta esterna dell'andata per 1-0, che garantisce ai francesi il passaggio del turno per la regola dei gol in trasferta.

##### 2020-2021: Coppa Italia e Supercoppa italiana
La terza stagione con la maglia bianconera non comincia nel migliore dei modi per Ronaldo, il quale, dopo aver segnato tre gol nelle prime due giornate di campionato (rete contro la Sampdoria e doppietta alla Roma), è costretto a fermarsi perché positivo al COVID-19, che lo costringe a saltare diverse partite di Serie A e Champions League, compreso il match contro il Barcellona.
Torna disponibile il 30 ottobre seguente, tornando a giocare già il giorno dopo e contribuendo alla vittoria esterna della Juventus sullo Spezia (1-4), con una doppietta dopo essere subentrato a Paulo Dybala. Il 2 dicembre, nella gara di Champions League vinta contro la Dinamo Kiev, realizza la 750ª rete in carriera tra squadre di club e nazionale; mentre pochi giorni dopo, l'11 dicembre, raggiunge quota 100 presenze in maglia bianconera, in occasione della gara di campionato vinta contro il Genoa per 3-1 con una sua doppietta. Il 14 marzo 2021, in occasione del match in trasferta contro il Cagliari, mette a segno una tripletta con cui supera Pelé e raggiunge le 770 reti in incontri ufficiali. Il 12 maggio 2021, in occasione della vittoria per 1-3 contro il Sassuolo segna la rete numero 100 con la maglia bianconera, diventando il primo calciatore a riuscirci con tre club diversi (Manchester Utd, Real Madrid e Juventus).
Conclude la terza stagione italiana con i bianconeri realizzando 36 reti in 44 presenze e trionfando in Coppa Italia, in Supercoppa italiana e vincendo la classifica marcatori della Serie A con 29 reti, diventando il primo calciatore a riuscirci in tre dei cinque maggiori campionati europei (Serie A, Premier League e Primera División). Nella stagione seguente scende in campo solo nel secondo tempo della prima partita di campionato, in trasferta contro l'Udinese.

#### Ritorno al Manchester United

##### 2021-2022: Una stagione senza trofei

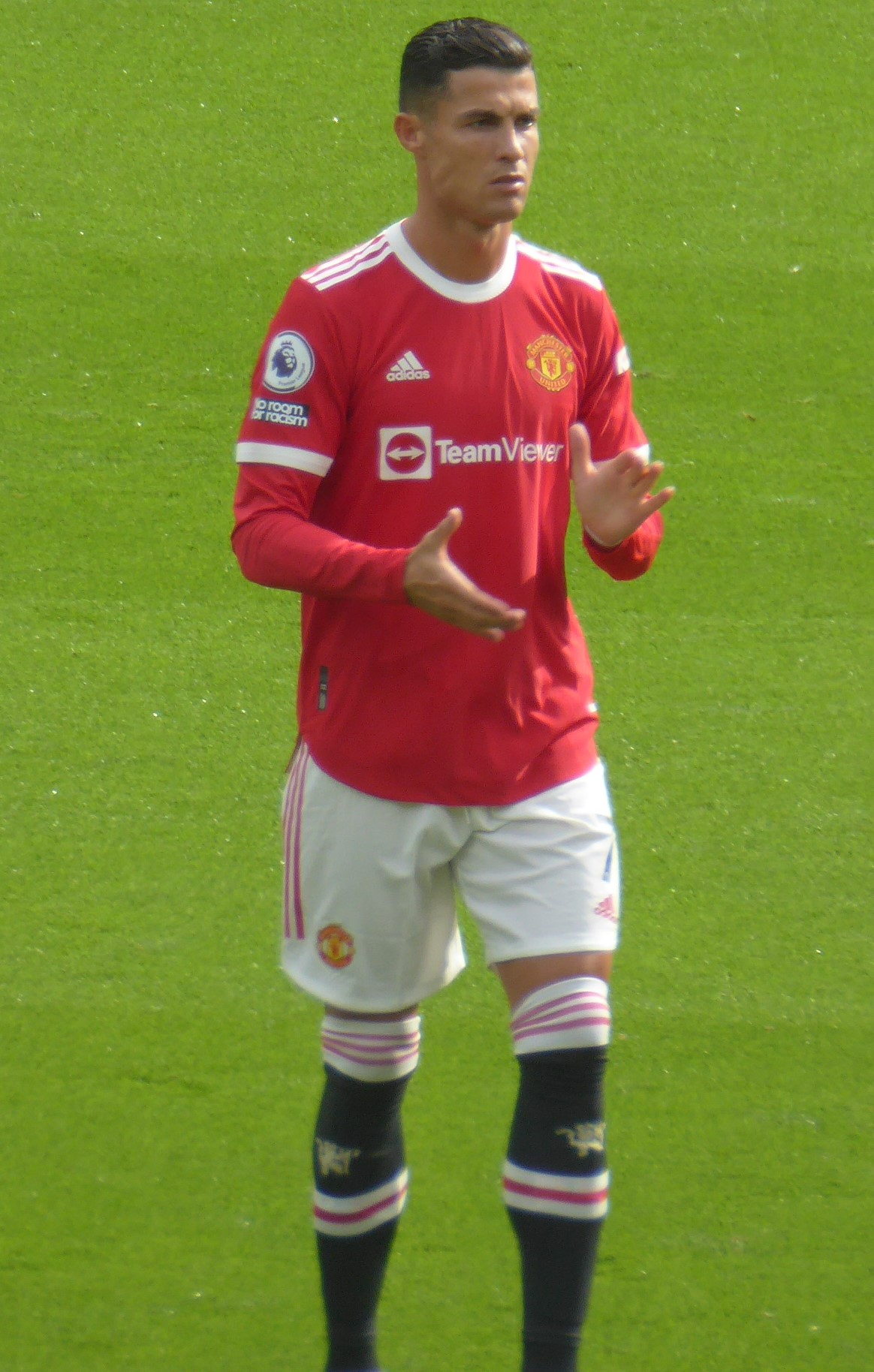
Ronaldo al nel settembre 2021

Il 27 agosto 2021 il Manchester Utd comunica di aver trovato un accordo con la Juventus per il ritorno di Ronaldo. Il trasferimento viene finalizzato quattro giorni dopo sulla base di 15 milioni di euro più 8 milioni di bonus, con il portoghese che firma un contratto biennale con opzione per il terzo anno. L'11 settembre seguente, all'esordio, il portoghese realizza una doppietta nella partita di Premier League vinta per 4-1 contro il Newcastle Utd. Tre giorni più tardi, andando in campo nella sfida di UEFA Champions League contro lo Young Boys, raggiunge Iker Casillas in testa alla classifica di presenze (181) nella massima competizione europea per squadre di club. Il 2 dicembre successivo mette a segno una doppietta nella vittoria per 3-2 sull'Arsenal che gli permette di raggiungere e superare le 800 reti in carriera.
Dopo un inizio di stagione in cui mette a segno 14 reti in 20 presenze, nei mesi di gennaio e febbraio 2022, subisce un calo realizzativo, non segnando per sei partite consecutive (prima volta dal 2010): infatti, a partire dalla gara del 3 gennaio 2022 contro il Wolverhampton, in cui indossa per la prima volta dopo 14 anni la fascia da capitano dei reds, in seguito all'assenza di Harry Maguire e Bruno Fernandes, non trova la via del gol fino al 25 febbraio 2022, quando segna una rete nella gara di campionato contro il Brighton. Il suo record negativo si attesta a 587' minuti consecutivi senza reti.
Il mese seguente, il 12 marzo, mette a segno una tripletta nella vittoria casalinga contro il Tottenham per 3-2, grazie al quale supera Josef Bican diventando il marcatore più prolifico nella storia del calcio; mentre, il 24 aprile, mettendo a segno una rete nella sconfitta esterna per 3-1 contro l'Arsenal raggiunge quota 100 reti in Premier League, diventando conseguentemente il primo a raggiungere questo traguardo in due tra i maggiori campionati europei (LaLiga e Premier League). Qualche settimana dopo vince il Premier League Player of the Month del mese di aprile. Conclude la stagione venendo nominato nel Premier League Team of the Year, grazie alle 18 reti in 30 presenze, tuttavia conclude l'annata senza trofei vinti per la prima volta dal 2010.

##### 2022: Controversie interne e risoluzione del contratto
L'8 settembre 2022, all'età di 37 anni, debutta da titolare in Europa League, nella sconfitta interna contro la Real Sociedad (0-1); trova invece la prima marcatura nella succitata competizione in occasione della gara successiva contro lo Sheriff Tiraspol, trasformando un calcio di rigore. In campionato, dopo un avvio faticoso in cui non riesce a segnare per diverse partite, si sblocca il 9 ottobre nella gara esterna vinta contro l'Everton (1-2): nell'occasione segna la 700ª rete con squadre di club, diventando il terzo calciatore a raggiungere tale cifra dopo Josef Bican e Lionel Messi.
Il 14 novembre seguente rilascia al giornalista Piers Morgan una controversa intervista, nella quale attacca la dirigenza e lo staff tecnico del Manchester United, accusandoli, tra le altre cose, di avergli mancato di rispetto e di non avergli creduto quando chiese di essere esonerato dal ritiro estivo a causa di una malattia che aveva colpito sua figlia. Dichiara inoltre di non nutrire rispetto verso l'allenatore Erik ten Hag, reo di non averlo utilizzato in alcune importanti partite, e di essere sorpreso dall'arretratezza tecnologica e infrastrutturale del club, rimasto fermo, a suo dire, ai tempi della gestione del tecnico Alex Ferguson. Altre pesanti critiche sono state rivolte alla società in relazione alla scelta di chiamare sulla panchina, nella stagione precedente, il tedesco Ralf Rangnick, a giudizio del calciatore privo di adeguata esperienza; e ai proprietari del club, la famiglia Glazer, che, secondo Ronaldo, perseguono solo il proprio interesse economico.
In seguito a tali dichiarazioni, il 22 novembre il Manchester United annuncia di aver consensualmente risolto il contratto del giocatore.

#### Al-Nassr

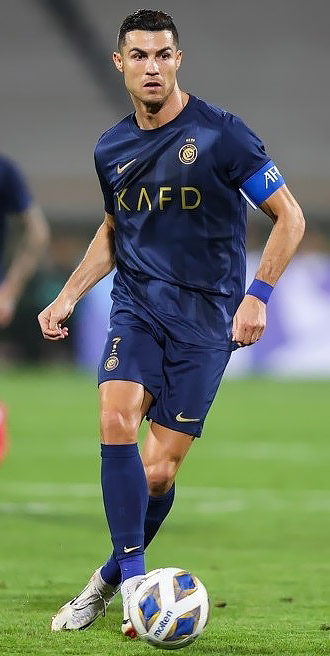
Ronaldo con la maglia dell' nel 2023

Il 30 dicembre 2022 firma con il club saudita dell'Al-Nassr un contratto valido fino al 2025, a decorrere dal successivo 1º gennaio. Esordisce in campionato il 22 gennaio 2023, nella sfida vinta per 1-0 contro l'Al-Ettifaq, indossando anche la fascia da capitano. Quattro giorni dopo debutta anche in supercoppa nazionale, nella sconfitta contro l'Al-Ittihad per 3-1 in semifinale. Realizza il suo primo gol il 3 febbraio 2023, segnando su calcio di rigore il gol del definitivo 2-2 contro l'Al-Fateh; pochi giorni dopo realizza la prima quaterna, la nona in carriera, nella gara di campionato vinta per 4-0 contro l'Al-Wahda, raggiungendo così il traguardo dei 500 gol nei campionati in cui ha giocato.
Grazie a un'altra tripletta contro il Damac riceve il premio di "migliore giocatore del mese di febbraio".
Nei mesi successivi si ripete in diverse occasioni, concludendo la stagione con 14 reti in 16 presenze.
La stagione successiva, il 28 luglio 2023, debutta nella Coppa dei Campioni araba contro l'Al-Shabab.
Il 31 luglio successivo segna la prima rete nella suddetta competizione in occasione della vittoria per 1-4 contro il Monastir.
Si ripete nelle successive uscite contro Zamalek e Al-Shorta, aiutando i faris Najd ad arrivare in finale per la prima volta nella loro storia. Il 12 agosto 2023 realizza una doppietta nella finalissima contro l'Al-Hilal, conquistando così il suo primo trofeo con la squadra araba, nonché il titolo di capocannoniere della competizione. Anche in campionato si conferma capocannoniere, con ben 35 reti segnate, ma la sua squadra non riesce a vincere il campionato 2023-2024, piazzandosi in seconda posizione. 
Sulla falsariga della stagione precedente, inizia l'annata 2024-2025 segnando nove reti nelle prime dieci gare tra tutte le competizioni, di cui due nel corso della supercoppa saudita, persa in finale contro l'Al-Hilal. Nel corso della stagione infrange diversi record: il 5 ottobre, in occasione di una vittoria per 0-3 contro l'Al-Orobah segna una rete che gli permette di diventare sia il primo calciatore ad andare a segno in 600 gare ufficiali, sia di superare il record di Romário di reti segnate dopo i 30 anni (442); il 25 novembre, grazie a una sua doppietta in Champions League Elite contro l'Al-Gharafa, diventa il primo giocatore nella storia a segnare 40 o più reti in una stagione per più stagioni, 13, sorpassando Messi, fermo a 12; tra gennaio e febbraio 2025, diventa dapprima il primo calciatore a ottenere le 700 vittorie in carriera a livello di club e poi, il 28 febbraio, disputa la sua 100ª gara con la maglia dell'Al-Nassr; infine, il 26 maggio, nell'ultima gara di campionato persa 2-3 contro l'Al-Fateh, segna la sua 800ª rete a livello di club. In tale occasione si conferma capocannoniere del campionato saudita per il secondo anno consecutivo con 23 reti, ma la squadra conclude ancora una volta senza titolo, piazzandosi terza dietro Al-Ittihad e Al-Hilal.
A fine stagione, nonostante alcune speculazioni che lo ritenevano scontento della sua esperienza con i gialloblù e in procinto di trovare una nuova squadra, anche in vista di una sua possibile partecipazione alla Coppa del mondo per club, il 26 giugno 2025 rinnova il proprio contratto con il club saudita per altri due anni, fino al 30 giugno 2027.

### Nazionale

#### 2003-2014: il debutto, l'affermazione e la fascia da capitano

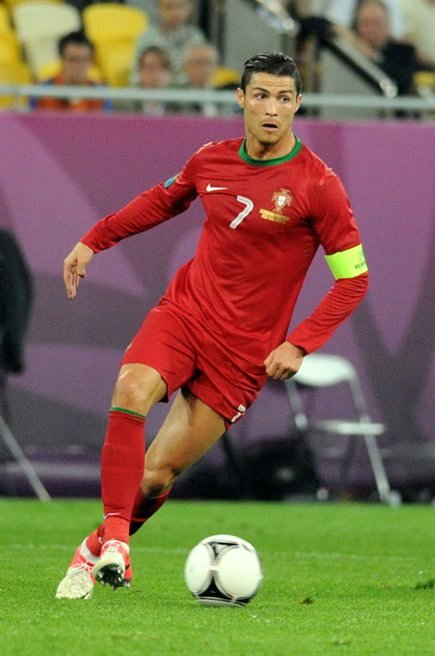
Ronaldo impegnato al

Esordisce con la nazionale maggiore il 20 agosto 2003, all'età di 18 anni, entrando in campo nel secondo tempo della gara amichevole vinta per 1-0 contro il Kazakistan.
Convocato per il campionato d'Europa 2004, disputato in casa, segna il primo gol in nazionale il 12 giugno, nella prima gara della fase a gironi del campionato d'Europa, persa contro la Grecia per 1-2. Nella rassegna continentale i lusitani raggiungono la finale proprio contro la Grecia, già affrontata nella fase a gironi, e perdono nuovamente, per 0-1; Ronaldo chiude la competizione con un bilancio di due reti e due assist in sei partite. Sempre nel 2004 prende parte con la nazionale olimpica ai Giochi olimpici di Atene, in cui gioca 3 partite e segna 1 gol.
È tra i maggiori fautori della qualificazione del Portogallo al campionato del mondo 2006 in Germania, segnando 7 gol nelle sfide delle eliminatorie. Contro l'Iran, il 17 giugno, arriva la sua prima rete nella rassegna mondiale, che sancisce il 2-0 finale. Chiude il campionato del mondo con 6 presenze e una rete; il Portogallo viene eliminato in semifinale e perde la finale per il terzo posto contro la Germania (3-1).
Il 6 febbraio 2007, nell'amichevole di Londra contro il Brasile, gioca la prima partita da capitano della nazionale, all'età di 22 anni.
Realizza 8 reti nelle qualificazioni al campionato d'Europa 2008, portando la nazionale portoghese alla fase finale del torneo, in cui il Portogallo viene eliminato ai quarti di finale dalla Germania (3-2) e Ronaldo segna un solo gol contro la Rep. Ceca, nell'incontro vinto per 3-1. Dopo il campionato d'Europa,il nuovo CT Carlos Queiroz nomina il ventitreenne Cristiano Ronaldo nuovo capitano della nazionale.
Partecipa alle qualificazioni al campionato del mondo 2010 senza segnare reti, con il Portogallo che ottiene la qualificazione ai play-off contro la Bosnia ed Erzegovina. Nella fase finale del torneo, in Sudafrica, segna una rete in quattro apparizioni; il Portogallo viene estromesso dalla Spagna agli ottavi (1-0). Mette a referto 7 marcature nelle qualificazioni al campionato d'Europa 2012, torneo nel quale conduce i lusitani si fermano in semifinale, sconfitti dalla Spagna ai tiri di rigore.
Nel 2014 consegue due importanti traguardi statistici: il 3 marzo, nell'amichevole contro il Camerun vinta per 5-1, realizza una doppietta che gli permette di scavalcare Pauleta e diventare il miglior marcatore di sempre del Portogallo con 49 gol; il 14 novembre diventa il miglior marcatore nella storia dei campionati europei, incluse le qualificazioni, con 23 reti. Tali traguardi sono intervallati da un'anonima partecipazione al campionato del mondo 2014, in cui il Portogallo non va oltre la fase a gironi: Ronaldo contribuisce alla qualificazione della propria nazionale rendendosi decisivo negli spareggi validi per l'accesso alla fase finale in Brasile, segnando tutti i quattro gol (tra andata, vinta per 1-0, e ritorno, vinto per 3-2) con i quali i eliminano la Svezia.

#### 2016-2020: la vittoria del campionato d'Europa e della UEFA Nations League
Nel 2016 vince il campionato d'Europa svoltosi in Francia. Dopo un inizio poco brillante, contrassegnato da un rigore sbagliato contro l'Austria, segna una doppietta nella partita contro l'Ungheria (3-3), valida per la terza giornata della fase a gironi, permettendo ai lusitani di qualificarsi agli ottavi di finale come una delle migliori terze classificate. Contribuisce al raggiungimento della finale propiziando il gol decisivo di Ricardo Quaresma nell'ottavo di finale contro la Croazia (vinto per 1-0 dopo i supplementari), segnando il primo tiro di rigore della serie contro la Polonia ai quarti (dopo che la partita si era conclusa con il risultato di 1-1) e aprendo le marcature nella semifinale contro il Galles (2-0). Durante la finale contro la Francia, in seguito a una dura entrata di Dimitri Payet, è costretto a lasciare il campo al 25'. Nonostante la sua uscita dal campo, il Portogallo riesce a vincere per 1-0, grazie al gol decisivo di Éder durante i tempi supplementari, diventando campione d'Europa per la prima volta.
Convocato per la Confederations Cup 2017 svoltasi in Russia, decide con un gol la seconda sfida, contro la Russia (1-0), e apre le marcature nella terza sfida del girone, contro la Nuova Zelanda, grazie a un gol su calcio di rigore (4-0 il risultato finale). Scende in campo anche nella semifinale persa ai tiri di rigore contro il Cile, ma salta la finale per il terzo posto vinta dai suoi compagni contro il Messico, beneficiando di un permesso concessogli per raggiungere i figli neonati.
Dopo aver segnato 15 reti durante le qualificazioni, è convocato per il campionato del mondo 2018 in Russia, dove realizza una tripletta nella partita d'esordio contro la Spagna (3-3), diventando il quarto giocatore a segnare in quattro edizioni diverse del campionato del mondo (dopo Pelé, Uwe Seeler e Miroslav Klose) e il più anziano a segnare tre gol in una partita della manifestazione; inoltre, raggiungendo quota 85 gol con la sua nazionale, dopo la rete segnata al Marocco nella seconda partita della competizione supera Ferenc Puskás come miglior marcatore di una nazionale europea. Il Portogallo si qualifica agli ottavi di finale, dove viene eliminato dall'Uruguay, che si impone con il risultato di 2-1.
Dopo il mondiale russo, in accordo con il commissario tecnico lusitano Fernando Santos, decide di prendere una pausa dalla nazionale. Il 15 marzo 2019 torna a vestire la maglia rossoverde dapprima per le sfide contro Ucraina e Serbia, poi per la fase finale della UEFA Nations League, giocata in casa e vinta anche grazie alla sua tripletta in semifinale contro la Svizzera. Il 10 settembre 2019, nella gara valida per le qualificazioni al campionato d'Europa 2020 vinta per 5-1 contro la Lituania (grazie anche a una sua quaterna), Ronaldo disputa il millesimo incontro ufficiale della propria carriera, diventando il ventiseiesimo giocatore a raggiungere questo traguardo. Il 14 ottobre 2019, nella gara persa per 2-1 in Ucraina nelle qualificazioni al campionato d'Europa 2020, realizza su calcio di rigore il proprio settecentesimo gol ufficiale in carriera. L'8 settembre 2020, nella gara vinta per 2-0 contro la Svezia, valida per la UEFA Nations League 2020-2021, realizza una doppietta, superando quota cento reti con la nazionale lusitana e diventando contestualmente il primo calciatore europeo a raggiungere la tripla cifra.

#### 2021-oggi: Capocannoniere all'europeo 2020, record di gol e seconda vittoria della Nations League

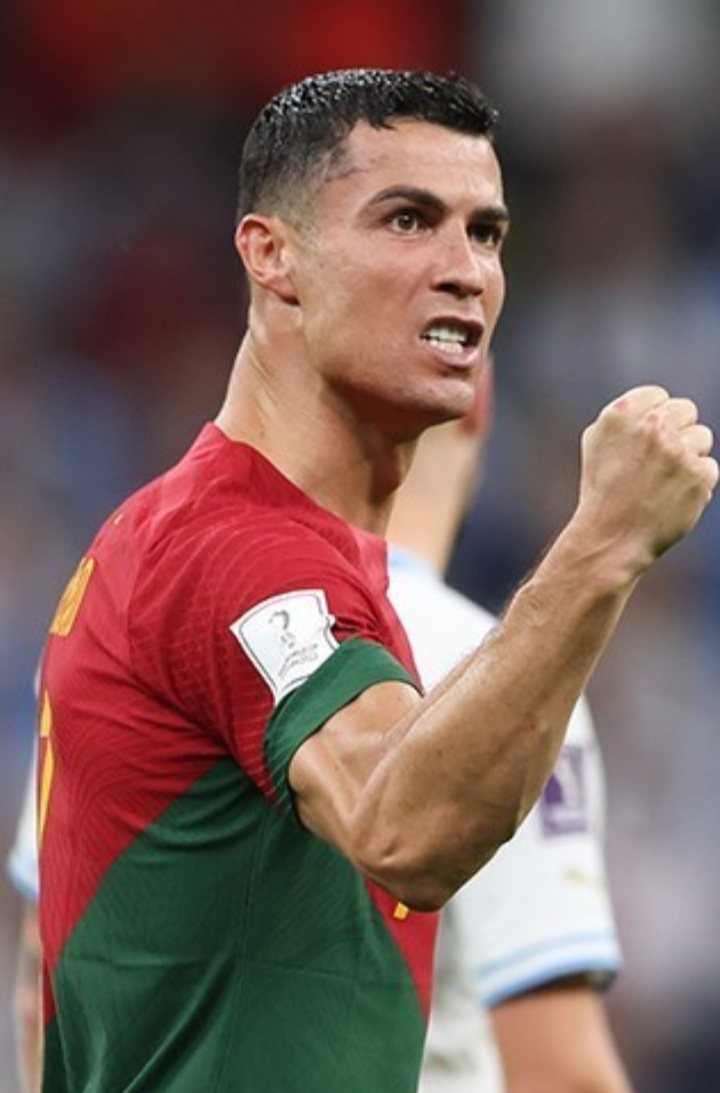
Ronaldo al

Convocato dal CT Fernando Santos per il campionato d'Europa 2020, debutta nella gara vinta contro l'Ungheria per 3-0, nella quale realizza una doppietta, che gli permette di battere il record di Michel Platini come miglior marcatore della competizione e di diventare l'unico giocatore a partecipare e segnare in cinque diverse edizioni del campionato europeo. A questi record si aggiungono il primato di presenze nei principali tornei internazionali, con 39 partite giocate, davanti ai tedeschi Bastian Schweinsteiger (38) e Miroslav Klose (37), e il primato di calciatore più anziano a segnare una doppietta nel campionato europeo, precedentemente appartenuto ad Andrij Ševčenko. Nei gironi va a segno anche contro la Germania (sconfitta per 2-4) e la Francia (2-2), eguagliando il record dell'iraniano Ali Daei come primatista di reti con una nazionale di calcio. Malgrado l'eliminazione del Portogallo agli ottavi di finale, Ronaldo è capocannoniere del torneo.
Torna in campo con la nazionale per le qualificazioni al campionato del mondo 2022 e il 1º settembre 2021 segna una doppietta nella vittoria in rimonta (per 2-1) della nazionale lusitana contro l'Irlanda, riuscendo così a diventare il migliore marcatore con le nazionali di calcio, a quota 111 reti.
Il mese seguente stabilisce altri record: il 9 ottobre, giocando l'amichevole vinta per 3-0 contro il Qatar, diventa il calciatore europeo con più presenze (181) in una nazionale maschile maggiore, superando Sergio Ramos (180); mentre il 12 ottobre segna una tripletta nella vittoria per 5-0 contro il Lussemburgo, diventando il calciatore con più triplette realizzate (10) con una nazionale maggiore, superando lo svedese Sven Rydell (9).
Convocato nel novembre 2022 per il campionato del mondo 2022 in Qatar, nella gara d'esordio vinta per 3-2 contro il Ghana, in cui realizza la prima rete dell'incontro, stabilisce diversi record, diventando il primo calciatore ad aver segnato in cinque edizioni diverse del campionato del mondo (2006, 2010, 2014, 2018, 2022), il primo portoghese ad aver giocato in cinque edizioni del campionato del mondo e il primo calciatore ad aver disputato dieci edizioni fra campionati europei e mondiali. Contribuisce quindi al passaggio del turno da parte dei lusitani. Il 10 dicembre, in occasione della gara dei quarti di finale contro il Marocco, raggiunge a quota 196 presenze il kuwaitiano Bader Al-Mutawa in qualità di calciatore con più presenze in nazionale. Al termine della stessa gara il Portogallo viene eliminato perdendo per 1-0 contro la nazionale maghrebina.
Il 23 marzo 2023 nel successo per 4-0 contro il Liechtenstein (in cui realizza una doppietta), diventa il calciatore con più presenze con una nazionale di calcio, raggiungendo quota 197; mentre il 20 giugno successivo migliora ulteriormente il record, diventando il primo calciatore a raggiungere quota 200 presenze con una nazionale, in occasione della sfida vinta per 0-1 in casa dell'Islanda (decisa da un suo gol nel finale).
Scendendo in campo nel campionato europeo del 2024 in Germania diviene il primo calciatore a giocare sei fasi finali del campionato d'Europa. Nella seconda sfida della fase a gironi (vinta per 3-0 contro la Turchia) raggiunge quota 8 assist agli europei, diventando così il giocatore ad averne forniti di più nel torneo. Agli ottavi i portoghesi eliminano la Slovenia ai tiri di rigore, con Ronaldo trasforma in rete il proprio tentativo dal dischetto dopo aver sbagliato un calcio di rigore durante i tempi supplementari. I lusitani vengono poi eliminati ai tiri di rigore ai quarti di finale contro la Francia (nonostante Ronaldo avesse realizzato il proprio tiro dal dischetto); Ronaldo termina per la prima volta un europeo senza aver segnato gol. Durante il match di Nations League contro la Croazia, il 5 settembre 2024 taglia il traguardo delle 900 reti in carriera.
Il 12 ottobre 2024, segnando e contribuendo alla vittoria lusitana in Nations League sulla Polonia per 1-3, eguaglia Sergio Ramos come calciatore con più vittorie ottenute nella storia delle nazionali: 131. Esattamente un mese dopo, nella vittoria per 5-1 di nuovo contro i polacchi supera anche questo record, diventando il più vincente nella storia delle nazionali.
L'8 giugno 2025 conquista la sua seconda UEFA Nations League in carriera, battendo in finale la Spagna. In questa occasione realizza la rete del pareggio, in una partita poi decisa ai tiri di rigore. Con questa prestazione stabilisce due nuovi record: diventa infatti il primo calciatore over 40 sia a disputare che a segnare in una finale della competizione.

## Palmarès

### Club

#### Competizioni nazionali
- Supercoppa di Portogallo: 1

Sporting CP: 2002
- Coppa d'Inghilterra: 1

Manchester United: 2003-2004
- Coppa di Lega inglese: 2

Manchester United: 2005-2006, 2008-2009
- Campionato inglese: 3

Manchester United: 2006-2007, 2007-2008, 2008-2009
- Community Shield: 2

Manchester United: 2007, 2008
- Coppa di Spagna: 2

Real Madrid: 2010-2011, 2013-2014
- Campionato spagnolo: 2

Real Madrid: 2011-2012, 2016-2017
- Supercoppa di Spagna: 2

Real Madrid: 2012, 2017
- Supercoppa italiana: 2

Juventus: 2018, 2020
- Campionato italiano: 2

Juventus: 2018-2019, 2019-2020
- Coppa Italia: 1

Juventus: 2020-2021

#### Competizioni internazionali
- UEFA Champions League: 5

Manchester United: 2007-2008
Real Madrid: 2013-2014, 2015-2016, 2016-2017, 2017-2018
- Coppa del mondo per club: 4

Manchester United: 2008
Real Madrid: 2014, 2016, 2017
- Supercoppa UEFA: 2

Real Madrid: 2014, 2017
- Coppa dei Campioni araba per club: 1

Al-Nassr: 2023

### Nazionale
- Torneo di Tolone: 1

2003
- Campionato d'Europa: 1

Francia 2016
- UEFA Nations League: 2

2018-2019, 2024-2025